# Friuli Grave Friulano
Il Friuli Grave Friulano è un vino DOC la cui produzione è consentita nelle province di Pordenone e Udine.

## Caratteristiche organolettiche
- colore: paglierino più o meno intenso.
- odore: gradevole, caratteristico.
- sapore: asciutto, armonico.

## Produzione
Provincia, stagione, volume in ettolitri
- Pordenone  (1990/91)  23903,01
- Pordenone  (1991/92)  26538,42
- Pordenone  (1992/93)  30392,44
- Pordenone  (1993/94)  32969,3
- Pordenone  (1994/95)  36536,76
- Pordenone  (1995/96)  33097,8
- Pordenone  (1996/97)  38712,94
- Udine  (1990/91)  10504,43
- Udine  (1991/92)  9042,3
- Udine  (1992/93)  10651,7
- Udine  (1993/94)  11857,27
- Udine  (1994/95)  12268,18
- Udine  (1995/96)  9878,51
- Udine  (1996/97)  11291,87